# Susanne Heinrich (Gambistin)
Susanne Heinrich (* 1969) ist eine deutsche Gambistin. Sie ist Mitgründerin des Ensembles Charivari Agréable, mit dem sie Aufnahmen eingespielt hat.

## Leben
Susanne Heinrich studierte bei Hartwig Groth am Meistersinger-Konservatorium Nürnberg und bei Rainer Zipperling an der Musikhochschule Frankfurt am Main, anschließend bei Wieland Kuijken am Königlichen Konservatorium in Den Haag. Sie trat gemeinsam mit den Ensembles English Concert, Taverner Consort, King’s Consort, Parley of Instruments, und dem Orchestra of the Age of Enlightenment auf und ist seit 1994 Mitglied des Palladian Ensemble. Neben der Konzert- und Lehrtätigkeit veröffentlicht Susanne Heinrich in musikwissenschaftlichen Fachzeitschriften und als Herausgeberin von Barockliteratur für Cembalo und Viola da Gamba.